# Supernovarest

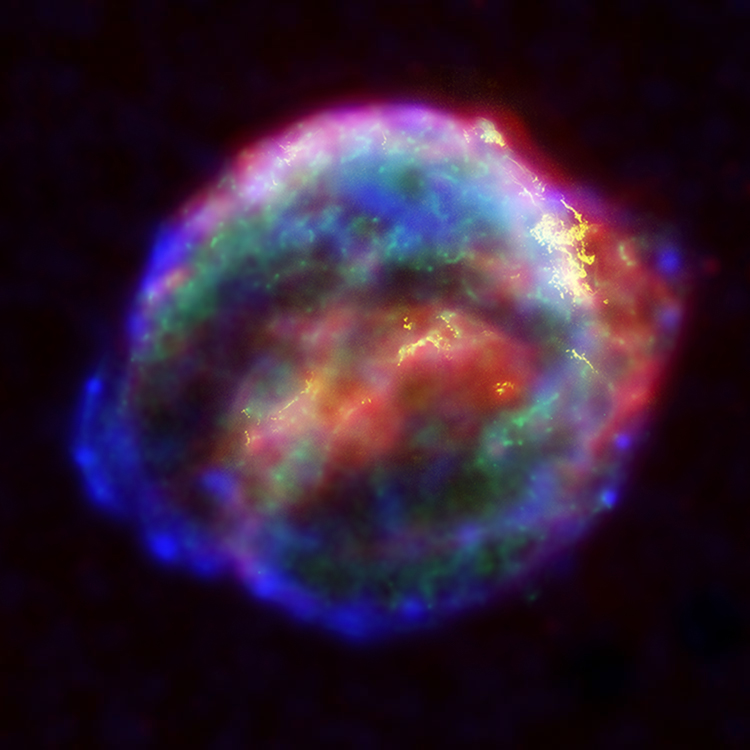
Sammansatt foto av supernovaresterna efter Keplers supernova, SN 1604.

När en stor stjärna exploderar som en supernova kastas större delen av stjärnan ut i rymden i gasform, med en hög hastighet. Gasmassan bildar en slags nebulosa, en så kallad supernovarest. 

## Typer
Man kan se två sorter av supernovarester, typ I där strålningen verkar komma från en tunn ring och typ II som är ljusast i mitten och är oregelbunden. I typ I är den tunna ringen en chockvåg som bildas när supernovarestens gas kolliderar med den interstellära gasen (som existerar mellan stjärnsystemen i en galax), medan typ II bara bildas när det finns en roterande pulsar i supernovarestens centrum som hela tiden skickar ut supernovans gasrester och liknande.

## I Vintergatan
I Vintergatan finns det ca 120 supernovarester som vi känner till, till exempel Keplers supernovarest.

## Kända supernovarester
Exempel på några kända supernovor som exploderat och blivit nebulosor är Cassiopeia A-supernovaresten, Keplers supernovarest, Tycho Brahes supernovarest, Cirrusnebulosan NGC 6960 och Krabbnebulosan M1.
Supernovaexplosioner sker inte ofta, varför antalet supernovarester är ganska lågt. Resterna av den senaste synliga supernovan i Vintergatan ligger ca 20 000 ljusår från jorden.